# Cantone di Perreux
Il Cantone di Perreux era una divisione amministrativa dell'arrondissement di Roanne.
È stato soppresso a seguito della riforma complessiva dei cantoni del 2014, che è entrata in vigore con le elezioni dipartimentali del 2015.
Comprendeva i comuni di:
- Combre
- Commelle-Vernay
- Le Coteau
- Coutouvre
- Montagny
- Notre-Dame-de-Boisset
- Parigny
- Perreux
- Saint-Vincent-de-Boisset